# NHL Global Series 2024

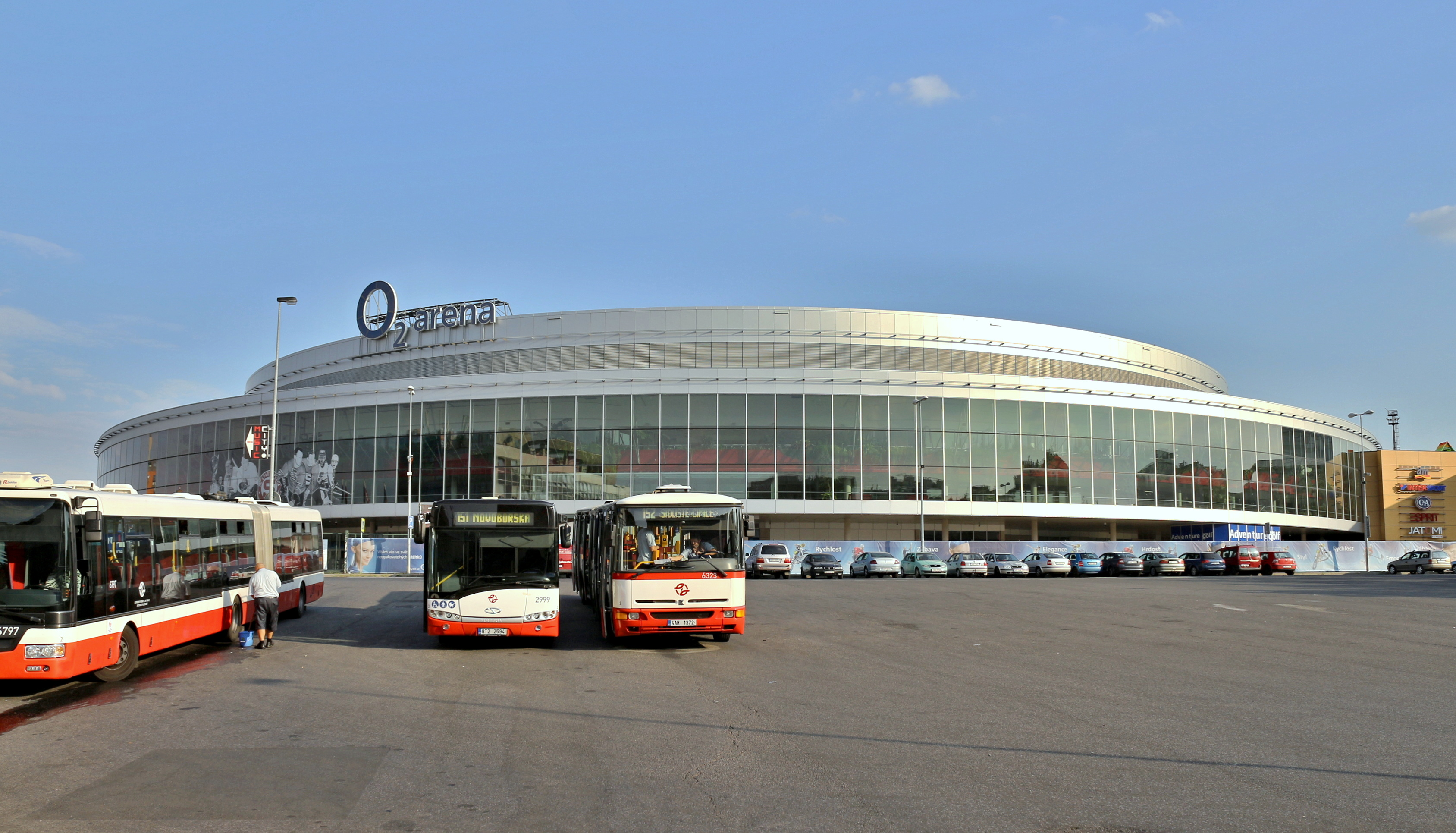
Arenan som stod värd för den tjeckiska delen av sportarrangemanget.

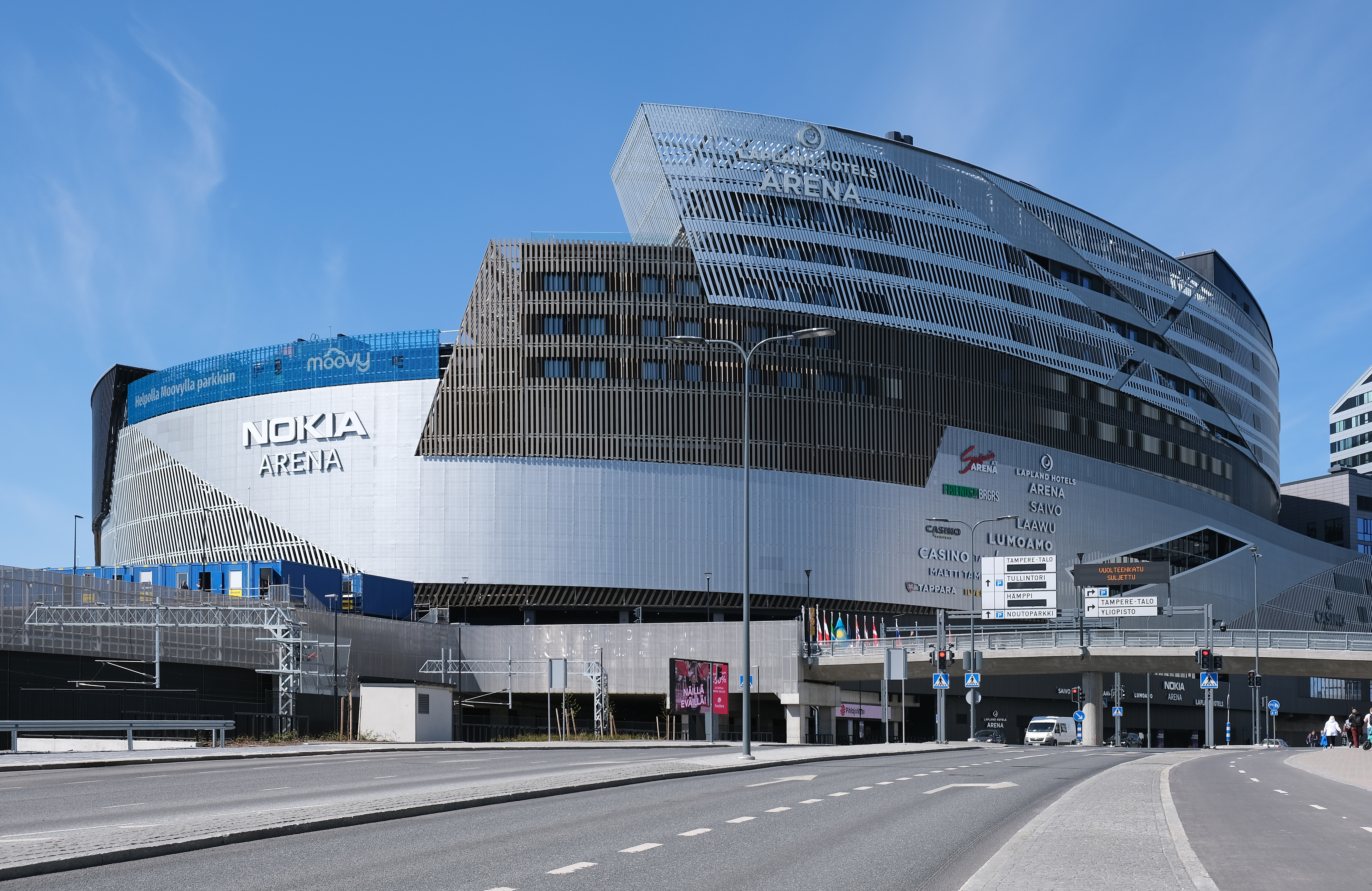
Arenan som stod värd för den finska delen av sportarrangemanget.

NHL Global Series 2024 presented by Fastenal var ett sportarrangemang i den nordamerikanska ishockeyligan National Hockey League (NHL) där fyra grundspelsmatcher spelades i Europa under säsongen 2024–2025. De två första spelades mellan Buffalo Sabres och New Jersey Devils i O2 Arena i Prag i Tjeckien den 4–5 oktober 2024. De andra två spelades mellan Dallas Stars och Florida Panthers i Nokia Arena i Tammerfors i Finland den 1–2 november 2024.

## Buffalo Sabres vs New Jersey Devils (4 oktober)

### Laguppställningarna
| Vänsterforwards    | Centrar              | Högerforwards      |
| ------------------ | -------------------- | ------------------ |
| John-Jason Peterka | Tage Thompson        | Alex Tuch (A)      |
| Zach Benson        | Dylan Cozens (A)     | Jack Quinn         |
| Jason Zucker       | Ryan McLeod          | Jordan Greenway    |
| Beck Malenstyn     | Sam Lafferty         | Nicolas Aubé-Kubel |
| Backar             |                      | Backar             |
| Rasmus Dahlin (C)  |                      | Henri Jokiharju    |
| Bowen Byram        |                      | Owen Power         |
| Mattias Samuelsson |                      | Connor Clifton     |
|                    | Målvakter            |                    |
|                    | Ukko-Pekka Luukkonen |                    |
|                    | Devon Levi           |                    |
|                    | Tränare              |                    |
|                    | Lindy Ruff           |                    |

| Vänsterforwards    | Centrar           | Högerforwards    |
| ------------------ | ----------------- | ---------------- |
| Timo Meier         | Jack Hughes (A)   | Jesper Bratt     |
| Tomáš Tatar        | Nico Hischier (C) | Dawson Mercer    |
| Ondřej Palát (A)   | Erik Haula        | Stefan Noesen    |
| Paul Cotter        | Curtis Lazar      | Nathan Bastian   |
| Backar             |                   | Backar           |
| Brenden Dillon     |                   | Dougie Hamilton  |
| Jonas Siegenthaler |                   | Johnny Kovacevic |
| Seamus Casey       |                   | Šimon Nemec      |
|                    | Målvakter         |                  |
|                    | Jacob Markström   |                  |
|                    | Jake Allen        |                  |
|                    | Tränare           |                  |
|                    | Sheldon Keefe     |                  |

### Resultatet
| 0001 | 4 oktober 2024 | Buffalo Sabres                                                                                   | 1 – 4   | New Jersey Devils | 02 Arena | |
|      |                | Första perioden: — Andra perioden: — Tredje perioden: Owen Power (10:07) Assists: Peterka, Byram | Rapport | Första perioden: (08:39) Stefan Noesen Assist: Kovacevic (15:38) Johnny Kovacevic Assists: Siegenthaler, Mercer Andra perioden: (03:29) Nico Hischier Assists: Bastian, Cotter Tredje perioden: (17:28) Paul Cotter Assists: Bastian | Prag, Tjeckien Publik: 16 913 Domare: Ghislain Hebert & Chris Lee Linjedomare: Michel Cormier & Brad Kovachik | Prag, Tjeckien Publik: 16 913 Domare: Ghislain Hebert & Chris Lee Linjedomare: Michel Cormier & Brad Kovachik |
|      |                |                                                                                                  |         | | Prag, Tjeckien Publik: 16 913 Domare: Ghislain Hebert & Chris Lee Linjedomare: Michel Cormier & Brad Kovachik | Prag, Tjeckien Publik: 16 913 Domare: Ghislain Hebert & Chris Lee Linjedomare: Michel Cormier & Brad Kovachik |
|      |                |                                                                                                  |         | | Prag, Tjeckien Publik: 16 913 Domare: Ghislain Hebert & Chris Lee Linjedomare: Michel Cormier & Brad Kovachik | Prag, Tjeckien Publik: 16 913 Domare: Ghislain Hebert & Chris Lee Linjedomare: Michel Cormier & Brad Kovachik |

|                     | Buffalo Sabres | New Jersey Devils |
| ------------------- | -------------- | ----------------- |
| Powerplay           | 0/4            | 0/2               |
| Tacklingar          | 25             | 25                |
| Vunna tekningar (%) | 57,6           | 42,4              |
| Blockerade skott    | 15             | 18                |
| Utvisningsminuter   | 4              | 8                 |

| Period | Buffalo Sabres | New Jersey Devils |
| ------ | -------------- | ----------------- |
| Första | 7              | 11                |
| Andra  | 11             | 8                 |
| Tredje | 13             | 4                 |
| Totalt | 31             | 23                |

#### Utvisningar
| Spelare            | Utvisning       | Utvisningsminuter | Tid             |
| Första perioden    | Första perioden | Första perioden   | Första perioden |
| ------------------ | --------------- | ----------------- | --------------- |
| Rasmus Dahlin      | Interference    | 2:00              | 10:38           |
| Nicolas Aubé-Kubel | Slashing        | 2:00              | 17:37           |
| Andra perioden     |                 |                   |                 |
| Tredje perioden    |                 |                   |                 |
| Källa:             |                 |                   |                 |

| Spelare         | Utvisning       | Utvisningsminuter | Tid             |
| Första perioden | Första perioden | Första perioden   | Första perioden |
| --------------- | --------------- | ----------------- | --------------- |
| Erik Haula      | Slashing        | 2:00              | 01:37           |
| Andra perioden  |                 |                   |                 |
| Curtis Lazar    | Holding         | 2:00              | 06:15           |
| Šimon Nemec     | Holding         | 2:00              | 15:07           |
| Tredje perioden |                 |                   |                 |
| Nathan Bastian  | Holding         | 2:00              | 05:43           |
|                 |                 |                   |                 |

### Statistik

#### Buffalo Sabres

##### Utespelare
| Spelare            | Mål | Assist | Poäng | +/− | Utvisningsminuter | Skott | Vunna tekningar (%) | Tacklingar | Tid på isen |
| ------------------ | --- | ------ | ----- | --- | ----------------- | ----- | ------------------- | ---------- | ----------- |
| Owen Power         | 1   | 0      | 0     | –1  | 0                 | 3     | 0                   | 1          | 23:27       |
| Bowen Byram        | 0   | 1      | 1     | 0   | 0                 | 0     | 0                   | 1          | 24:52       |
| John-Jason Peterka | 0   | 1      | 1     | –2  | 0                 | 2     | 0                   | 1          | 19:22       |
| Nicolas Aubé-Kubel | 0   | 0      | 0     | 0   | 2                 | 2     | 0                   | 3          | 05:45       |
| Zach Benson        | 0   | 0      | 0     | 0   | 0                 | 3     | 0                   | 2          | 17:23       |
| Connor Clifton     | 0   | 0      | 0     | –1  | 0                 | 1     | 0                   | 0          | 13:39       |
| Dylan Cozens       | 0   | 0      | 0     | –1  | 0                 | 7     | 68,8                | 2          | 13:49       |
| Rasmus Dahlin      | 0   | 0      | 0     | –1  | 2                 | 2     | 0                   | 0          | 22:48       |
| Jordan Greenway    | 0   | 0      | 0     | –2  | 0                 | 2     | 0                   | 2          | 13:49       |
| Henri Jokiharju    | 0   | 0      | 0     | –1  | 0                 | 0     | 0                   | 1          | 16:17       |
| Sam Lafferty       | 0   | 0      | 0     | 0   | 0                 | 0     | 20,0                | 1          | 09:05       |
| Beck Malenstyn     | 0   | 0      | 0     | 0   | 0                 | 1     | 0                   | 6          | 06:55       |
| Ryan McLeod        | 0   | 0      | 0     | –1  | 0                 | 0     | 66,7                | 0          | 13:50       |
| Jack Quinn         | 0   | 0      | 0     | –1  | 0                 | 0     | 0                   | 0          | 18:41       |
| Mattias Samuelsson | 0   | 0      | 0     | –1  | 0                 | 2     | 0                   | 0          | 15:46       |
| Tage Thompson      | 0   | 0      | 0     | –2  | 0                 | 3     | 71,4                | 0          | 21:29       |
| Alex Tuch          | 0   | 0      | 0     | –2  | 0                 | 2     | 36,4                | 4          | 22:31       |
| Jason Zucker       | 0   | 0      | 0     | 0   | 0                 | 2     | 0                   | 0          | 12:19       |
| Källa:             |     |        |       |     |                   |       |                     |            |             |

##### Målvakt
| Spelare              | Skott mot sig | Räddningar | Insläppta mål | Räddningsprocent | Utvisningsminuter | Tid på isen |
| -------------------- | ------------- | ---------- | ------------- | ---------------- | ----------------- | ----------- |
| Ukko-Pekka Luukkonen | 22            | 19         | 3             | 0,864            | 0                 | 59:05       |
| Källa:               |               |            |               |                  |                   |             |

#### New Jersey Devils

##### Utespelare
| Spelare            | Mål | Assist | Poäng | +/− | Utvisningsminuter | Skott | Vunna tekningar (%) | Tacklingar | Tid på isen |
| ------------------ | --- | ------ | ----- | --- | ----------------- | ----- | ------------------- | ---------- | ----------- |
| Paul Cotter        | 1   | 1      | 2     | +2  | 0                 | 2     | 100                 | 2          | 10:13       |
| Johnny Kovacevic   | 1   | 1      | 2     | +2  | 0                 | 1     | 0                   | 0          | 20:29       |
| Nathan Bastian     | 0   | 2      | 2     | +2  | 2                 | 1     | 0                   | 0          | 10:01       |
| Nico Hischier      | 1   | 0      | 1     | +2  | 0                 | 4     | 53,6                | 0          | 18:15       |
| Stefan Noesen      | 1   | 0      | 1     | 0   | 0                 | 1     | 0                   | 2          | 13:11       |
| Dawson Mercer      | 0   | 1      | 1     | +1  | 0                 | 0     | 100                 | 0          | 17:17       |
| Jonas Siegenthaler | 0   | 1      | 1     | +2  | 0                 | 1     | 0                   | 3          | 21:00       |
| Jesper Bratt       | 0   | 0      | 0     | 0   | 0                 | 2     | 0                   | 3          | 17:27       |
| Seamus Casey       | 0   | 0      | 0     | 0   | 0                 | 0     | 0                   | 2          | 13:14       |
| Brenden Dillon     | 0   | 0      | 0     | +1  | 0                 | 1     | 0                   | 3          | 22:59       |
| Dougie Hamilton    | 0   | 0      | 0     | +1  | 0                 | 4     | 0                   | 0          | 21:59       |
| Erik Haula         | 0   | 0      | 0     | 0   | 2                 | 0     | 50,0                | 3          | 14:16       |
| Jack Hughes        | 0   | 0      | 0     | 0   | 0                 | 2     | 10,0                | 0          | 18:35       |
| Curtis Lazar       | 0   | 0      | 0     | +1  | 2                 | 0     | 0                   | 2          | 11:18       |
| Timo Meier         | 0   | 0      | 0     | 0   | 0                 | 2     | 100                 | 2          | 18:11       |
| Šimon Nemec        | 0   | 0      | 0     | 0   | 2                 | 1     | 0                   | 1          | 17:13       |
| Ondřej Palát       | 0   | 0      | 0     | 0   | 0                 | 1     | 0                   | 2          | 13:46       |
| Tomáš Tatar        | 0   | 0      | 0     | +1  | 0                 | 0     | 0                   | 0          | 12:58       |
| Källa:             |     |        |       |     |                   |       |                     |            |             |

##### Målvakt
| Spelare         | Skott mot sig | Räddningar | Insläppta mål | Räddningsprocent | Utvisningsminuter | Tid på isen |
| --------------- | ------------- | ---------- | ------------- | ---------------- | ----------------- | ----------- |
| Jacob Markström | 31            | 30         | 1             | 0,968            | 0                 | 59:38       |
| Källa:          |               |            |               |                  |                   |             |

## New Jersey Devils vs Buffalo Sabres (5 oktober)

### Laguppställningarna
| Vänsterforwards    | Centrar           | Högerforwards    |
| ------------------ | ----------------- | ---------------- |
| Timo Meier         | Jack Hughes (A)   | Jesper Bratt     |
| Tomáš Tatar        | Nico Hischier (C) | Dawson Mercer    |
| Paul Cotter        | Erik Haula        | Stefan Noesen    |
| Kurtis MacDermid   | Curtis Lazar      | Nathan Bastian   |
| Backar             |                   | Backar           |
| Brenden Dillon (A) |                   | Dougie Hamilton  |
| Jonas Siegenthaler |                   | Johnny Kovacevic |
| Seamus Casey       |                   | Šimon Nemec      |
|                    | Målvakter         |                  |
|                    | Jake Allen        |                  |
|                    | Jacob Markström   |                  |
|                    | Tränare           |                  |
|                    | Sheldon Keefe     |                  |

| Vänsterforwards    | Centrar              | Högerforwards   |
| ------------------ | -------------------- | --------------- |
| John-Jason Peterka | Tage Thompson        | Alex Tuch (A)   |
| Jiří Kulich        | Dylan Cozens (A)     | Jack Quinn      |
| Jason Zucker       | Ryan McLeod          | Jordan Greenway |
| Beck Malenstyn     | Peyton Krebs         | Sam Lafferty    |
| Backar             |                      | Backar          |
| Rasmus Dahlin (C)  |                      | Henri Jokiharju |
| Bowen Byram        |                      | Owen Power      |
| Mattias Samuelsson |                      | Connor Clifton  |
|                    | Målvakter            |                 |
|                    | Devon Levi           |                 |
|                    | Ukko-Pekka Luukkonen |                 |
|                    | Tränare              |                 |
|                    | Lindy Ruff           |                 |

### Resultatet
| 0002 | 5 oktober 2024 | New Jersey Devils | 3 – 1   | Buffalo Sabres                                                                                      | 02 Arena | |
|      |                | Första perioden: — Andra perioden: Seamus Casey (PP) (11:59) Assists: Haula, Noesen Tredje perioden: Paul Cotter (07:18) Assist: Hughes Timo Meier (14:14) Assists: Bratt, Hughes | Rapport | Första perioden: — Andra perioden: (08:18) Tage Thompson Assists: Greenway, Tuch Tredje perioden: — | Prag, Tjeckien Publik: 16 722 Domare: Ghislain Hebert & Chris Lee Linjedomare: Michel Cormier & Brad Kovachik | Prag, Tjeckien Publik: 16 722 Domare: Ghislain Hebert & Chris Lee Linjedomare: Michel Cormier & Brad Kovachik |
|      |                | |         | | Prag, Tjeckien Publik: 16 722 Domare: Ghislain Hebert & Chris Lee Linjedomare: Michel Cormier & Brad Kovachik | Prag, Tjeckien Publik: 16 722 Domare: Ghislain Hebert & Chris Lee Linjedomare: Michel Cormier & Brad Kovachik |
|      |                | |         | | Prag, Tjeckien Publik: 16 722 Domare: Ghislain Hebert & Chris Lee Linjedomare: Michel Cormier & Brad Kovachik | Prag, Tjeckien Publik: 16 722 Domare: Ghislain Hebert & Chris Lee Linjedomare: Michel Cormier & Brad Kovachik |

|                     | New Jersey Devils | Buffalo Sabres |
| ------------------- | ----------------- | -------------- |
| Powerplay           | 1/4               | 0/2            |
| Tacklingar          | 13                | 25             |
| Vunna tekningar (%) | 64,7              | 35,3           |
| Blockerade skott    | 22                | 10             |
| Utvisningsminuter   | 9                 | 13             |

| Period | New Jersey Devils | Buffalo Sabres |
| ------ | ----------------- | -------------- |
| Första | 12                | 5              |
| Andra  | 16                | 6              |
| Tredje | 9                 | 7              |
| Totalt | 37                | 18             |

#### Utvisningar
| Spelare         | Utvisning       | Utvisningsminuter | Tid             |
| Första perioden | Första perioden | Första perioden   | Första perioden |
| --------------- | --------------- | ----------------- | --------------- |
| Brenden Dillon  | Interference    | 2:00              | 06:02           |
| Brenden Dillon  | Fighting        | 5:00              | 06:02           |
| Andra perioden  |                 |                   |                 |
| Brenden Dillon  | Tripping        | 2:00              | 13:38           |
| Tredje perioden |                 |                   |                 |
| Källa:          |                 |                   |                 |

| Spelare         | Utvisning       | Utvisningsminuter | Tid             |
| Första perioden | Första perioden | Första perioden   | Första perioden |
| --------------- | --------------- | ----------------- | --------------- |
| Alex Tuch       | Fighting        | 5:00              | 06:02           |
| Jiří Kulich     | Hooking         | 2:00              | 10:25           |
| Andra perioden  |                 |                   |                 |
| Alex Tuch       | Tripping        | 2:00              | 0:41            |
| Tage Thompson   | Interference    | 2:00              | 10:39           |
| Sam Lafferty    | Tripping        | 2:00              | 16:07           |
| Tredje perioden |                 |                   |                 |
|                 |                 |                   |                 |

### Statistik

#### New Jersey Devils

##### Utespelare
| Spelare            | Mål | Assist | Poäng | +/− | Utvisningsminuter | Skott | Vunna tekningar (%) | Tacklingar | Tid på isen |
| ------------------ | --- | ------ | ----- | --- | ----------------- | ----- | ------------------- | ---------- | ----------- |
| Jack Hughes        | 0   | 2      | 2     | +1  | 0                 | 6     | 25,0                | 0          | 20:37       |
| Seamus Casey       | 1   | 0      | 1     | 0   | 0                 | 2     | 0                   | 0          | 12:09       |
| Paul Cotter        | 1   | 0      | 1     | +1  | 0                 | 2     | 0                   | 1          | 16:42       |
| Timo Meier         | 1   | 0      | 1     | 0   | 0                 | 8     | 0                   | 1          | 19:24       |
| Jesper Bratt       | 0   | 1      | 1     | 0   | 0                 | 5     | 0                   | 1          | 19:19       |
| Erik Haula         | 0   | 1      | 1     | 0   | 0                 | 0     | 85,7                | 0          | 12:16       |
| Stefan Noesen      | 0   | 1      | 1     | +1  | 0                 | 2     | 66,7                | 0          | 11:48       |
| Nathan Bastian     | 0   | 0      | 0     | 0   | 0                 | 0     | 0                   | 0          | 10:53       |
| Brenden Dillon     | 0   | 0      | 0     | +1  | 9                 | 1     | 0                   | 1          | 14:48       |
| Dougie Hamilton    | 0   | 0      | 0     | +1  | 0                 | 3     | 0                   | 1          | 22:52       |
| Nico Hischier      | 0   | 0      | 0     | 0   | 0                 | 1     | 70,0                | 1          | 20:44       |
| Johnny Kovacevic   | 0   | 0      | 0     | 0   | 0                 | 0     | 0                   | 2          | 23:43       |
| Curtis Lazar       | 0   | 0      | 0     | 0   | 0                 | 1     | 42,9                | 0          | 11:07       |
| Kurtis MacDermid   | 0   | 0      | 0     | 0   | 0                 | 0     | 0                   | 1          | 03:39       |
| Dawson Mercer      | 0   | 0      | 0     | 0   | 0                 | 1     | 0                   | 0          | 20:33       |
| Šimon Nemec        | 0   | 0      | 0     | 0   | 0                 | 0     | 0                   | 0          | 15:25       |
| Jonas Siegenthaler | 0   | 0      | 0     | 0   | 0                 | 1     | 0                   | 2          | 24:29       |
| Tomáš Tatar        | 0   | 0      | 0     | 0   | 0                 | 3     | 0                   | 2          | 15:32       |
| Källa:             |     |        |       |     |                   |       |                     |            |             |

##### Målvakt
| Spelare    | Skott mot sig | Räddningar | Insläppta mål | Räddningsprocent | Utvisningsminuter | Tid på isen |
| ---------- | ------------- | ---------- | ------------- | ---------------- | ----------------- | ----------- |
| Jake Allen | 18            | 17         | 1             | 0,944            | 0                 | 60:00       |
| Källa:     |               |            |               |                  |                   |             |

#### Buffalo Sabres

##### Utespelare
| Spelare            | Mål | Assist | Poäng | +/− | Utvisningsminuter | Skott | Vunna tekningar (%) | Tacklingar | Tid på isen |
| ------------------ | --- | ------ | ----- | --- | ----------------- | ----- | ------------------- | ---------- | ----------- |
| Tage Thompson      | 1   | 0      | 1     | +1  | 2                 | 3     | 33,3                | 0          | 19:06       |
| Jordan Greenway    | 0   | 1      | 1     | +1  | 0                 | 4     | 0                   | 2          | 19:45       |
| Alex Tuch          | 0   | 1      | 1     | 0   | 0                 | 0     | 0                   | 1          | 20:07       |
| Bowen Byram        | 0   | 0      | 0     | 0   | 0                 | 0     | 0                   | 1          | 21:59       |
| Connor Clifton     | 0   | 0      | 0     | 0   | 0                 | 1     | 0                   | 4          | 13:26       |
| Dylan Cozens       | 0   | 0      | 0     | –2  | 0                 | 1     | 40,0                | 2          | 21:10       |
| Rasmus Dahlin      | 0   | 0      | 0     | –1  | 0                 | 1     | 0                   | 3          | 24:56       |
| Henri Jokiharju    | 0   | 0      | 0     | –1  | 0                 | 4     | 0                   | 3          | 18:04       |
| Peyton Krebs       | 0   | 0      | 0     | 0   | 0                 | 1     | 33,3                | 1          | 14:11       |
| Jiří Kulich        | 0   | 0      | 0     | –2  | 2                 | 0     | 0                   | 2          | 14:00       |
| Sam Lafferty       | 0   | 0      | 0     | 0   | 2                 | 1     | 50,0                | 0          | 10:34       |
| Beck Malenstyn     | 0   | 0      | 0     | 0   | 0                 | 0     | 0                   | 3          | 09:33       |
| Ryan McLeod        | 0   | 0      | 0     | 0   | 0                 | 0     | 33,3                | 1          | 17:12       |
| John-Jason Peterka | 0   | 0      | 0     | 0   | 0                 | 0     | 0                   | 0          | 01:39       |
| Owen Power         | 0   | 0      | 0     | +1  | 0                 | 2     | 0                   | 0          | 24:42       |
| Jack Quinn         | 0   | 0      | 0     | –1  | 0                 | 0     | 0                   | 0          | 15:48       |
| Mattias Samuelsson | 0   | 0      | 0     | –1  | 0                 | 0     | 0                   | 2          | 15:29       |
| Jason Zucker       | 0   | 0      | 0     | 0   | 0                 | 2     | 0                   | 0          | 14:13       |
| Källa:             |     |        |       |     |                   |       |                     |            |             |

##### Målvakt
| Spelare    | Skott mot sig | Räddningar | Insläppta mål | Räddningsprocent | Utvisningsminuter | Tid på isen |
| ---------- | ------------- | ---------- | ------------- | ---------------- | ----------------- | ----------- |
| Devon Levi | 37            | 34         | 3             | 0,919            | 0                 | 56:46       |
| Källa:     |               |            |               |                  |                   |             |

## Dallas Stars vs Florida Panthers (1 november)

### Laguppställningarna
| Vänsterforwards | Centrar          | Högerforwards    |
| --------------- | ---------------- | ---------------- |
| Jamie Benn (C)  | Roope Hintz      | Logan Stankoven  |
| Mason Marchment | Tyler Seguin (A) | Matt Duchene     |
| Jason Robertson | Wyatt Johnston   | Jevgenij Dadonov |
| Sam Steel       | Mavrik Bourque   | Colin Blackwell  |
| Backar          |                  | Backar           |
| Miro Heiskanen  |                  | Matt Dumba       |
| Thomas Harley   |                  | Ilja Ljubusjkin  |
| Esa Lindell (A) |                  | Nils Lundkvist   |
|                 | Målvakter        |                  |
|                 | Jake Oettinger   |                  |
|                 | Casey DeSmith    |                  |
|                 | Tränare          |                  |
|                 | Peter DeBoer     |                  |

| Vänsterforwards  | Centrar                   | Högerforwards       |
| ---------------- | ------------------------- | ------------------- |
| Evan Rodrigues   | Aleksandr Barkov, Jr. (C) | Sam Reinhart        |
| Carter Verhaeghe | Sam Bennett               | Matthew Tkachuk (A) |
| Eetu Luostarinen | Anton Lundell             | Jesper Boqvist      |
| A.J. Greer       | Tomáš Nosek               | Mackie Samoskevich  |
| Backar           |                           | Backar              |
| Gustav Forsling  |                           | Aaron Ekblad (A)    |
| Niko Mikkola     |                           | Dmitrij Kulikov     |
| Nate Schmidt     |                           | Uvis Balinskis      |
|                  | Målvakter                 |                     |
|                  | Sergej Bobrovskij         |                     |
|                  | Spencer Knight            |                     |
|                  | Tränare                   |                     |
|                  | Paul Maurice              |                     |

### Resultatet
| 0168 | 1 november 2024 | Dallas Stars | 4 – 6   | Florida Panthers | Nokia Arena | |
|      |                 | Första perioden: Tyler Seguin (10:45) Assists: Ljubusjkin, Duchene Andra perioden: Esa Lindell (01:32) Assists: Robertson, Duchene Tredje perioden: Mavrik Bourque (15:38) Assists: Steel, Ljubusjkin Jamie Benn (19:26) Assists: Stankoven, Lindell | Rapport | Första perioden: (00:28) Evan Rodrigues Assists: Ekblad, Barkov Jr. (07:11) Aleksandr Barkov, Jr. Assists: Reinhart, Rodrigues (15:52) (PP) Anton Lundell Assists: Ekblad, Bennett Andra perioden: (08:18) Sam Reinhart Assists: Barkov Jr., Ekblad Tredje perioden: (02:31) Mackie Samoskevich Assists: Greer, Mikkola (10:08) Sam Reinhart Assists: Barkov Jr., Forsling | Tammerfors, Finland Publik: 12 786 Domare: Garrett Rank & Graham Skilliter Linjedomare: Trent Knorr & Kiel Murchison | Tammerfors, Finland Publik: 12 786 Domare: Garrett Rank & Graham Skilliter Linjedomare: Trent Knorr & Kiel Murchison |
|      |                 | |         | | Tammerfors, Finland Publik: 12 786 Domare: Garrett Rank & Graham Skilliter Linjedomare: Trent Knorr & Kiel Murchison | Tammerfors, Finland Publik: 12 786 Domare: Garrett Rank & Graham Skilliter Linjedomare: Trent Knorr & Kiel Murchison |
|      |                 | |         | | Tammerfors, Finland Publik: 12 786 Domare: Garrett Rank & Graham Skilliter Linjedomare: Trent Knorr & Kiel Murchison | Tammerfors, Finland Publik: 12 786 Domare: Garrett Rank & Graham Skilliter Linjedomare: Trent Knorr & Kiel Murchison |

|                     | Dallas Stars | Florida Panthers |
| ------------------- | ------------ | ---------------- |
| Powerplay           | 0/3          | 1/2              |
| Tacklingar          | 21           | 17               |
| Vunna tekningar (%) | 53           | 47               |
| Blockerade skott    | 18           | 12               |
| Utvisningsminuter   | 6            | 8                |

| Period | Dallas Stars | Florida Panthers |
| ------ | ------------ | ---------------- |
| Första | 10           | 13               |
| Andra  | 13           | 9                |
| Tredje | 13           | 6                |
| Totalt | 36           | 28               |

#### Utvisningar
| Spelare         | Utvisning       | Utvisningsminuter | Tid             |
| Första perioden | Första perioden | Första perioden   | Första perioden |
| --------------- | --------------- | ----------------- | --------------- |
| Matt Dumba      | Hooking         | 2:00              | 13:54           |
| Andra perioden  |                 |                   |                 |
| Jamie Benn      | Roughing        | 2:00              | 08:43           |
| Mason Marchment | Cross-checking  | 2:00              | 11:55           |
| Tredje perioden |                 |                   |                 |
| Källa:          |                 |                   |                 |

| Spelare            | Utvisning       | Utvisningsminuter | Tid             |
| Första perioden    | Första perioden | Första perioden   | Första perioden |
| ------------------ | --------------- | ----------------- | --------------- |
| Matthew Tkachuk    | Tripping        | 2:00              | 11:14           |
| Andra perioden     |                 |                   |                 |
| Mackie Samoskevich | Hooking         | 2:00              | 05:32           |
| Niko Mikkola       | Roughing        | 2:00              | 08:43           |
| Niko Mikkola       | Holding         | 2:00              | 14:36           |
| Tredje perioden    |                 |                   |                 |
|                    |                 |                   |                 |

### Statistik

#### Dallas Stars

##### Utespelare
| Spelare          | Mål | Assist | Poäng | +/− | Utvisningsminuter | Skott | Vunna tekningar (%) | Tacklingar | Tid på isen |
| ---------------- | --- | ------ | ----- | --- | ----------------- | ----- | ------------------- | ---------- | ----------- |
| Esa Lindell      | 1   | 1      | 2     | 0   | 0                 | 3     | 0                   | 1          | 21:46       |
| Matt Duchene     | 0   | 2      | 2     | +1  | 0                 | 3     | 66,7                | 0          | 17:46       |
| Ilja Ljubusjkin  | 0   | 2      | 2     | +2  | 0                 | 1     | 0                   | 2          | 18:33       |
| Jamie Benn       | 1   | 0      | 1     | –1  | 2                 | 4     | 50,0                | 1          | 14:44       |
| Mavrik Bourque   | 1   | 0      | 1     | –1  | 0                 | 2     | 14,3                | 0          | 09:43       |
| Jason Robertson  | 0   | 1      | 1     | 0   | 0                 | 5     | 0                   | 0          | 16:48       |
| Tyler Seguin     | 0   | 1      | 1     | 0   | 0                 | 3     | 57,1                | 1          | 16:46       |
| Logan Stankoven  | 0   | 1      | 1     | 0   | 0                 | 0     | 66,7                | 4          | 16:03       |
| Sam Steel        | 0   | 1      | 1     | –1  | 0                 | 4     | 40,0                | 0          | 10:36       |
| Colin Blackwell  | 0   | 0      | 0     | –1  | 0                 | 1     | 0                   | 3          | 11:19       |
| Jevgenij Dadonov | 0   | 0      | 0     | +1  | 0                 | 1     | 0                   | 0          | 13:05       |
| Matt Dumba       | 0   | 0      | 0     | 0   | 2                 | 0     | 0                   | 3          | 18:31       |
| Thomas Harley    | 0   | 0      | 0     | –2  | 0                 | 1     | 0                   | 0          | 18:22       |
| Miro Heiskanen   | 0   | 0      | 0     | 0   | 0                 | 2     | 0                   | 0          | 23:12       |
| Roope Hintz      | 0   | 0      | 0     | –1  | 0                 | 3     | 30,0                | 1          | 15:15       |
| Wyatt Johnston   | 0   | 0      | 0     | –1  | 0                 | 2     | 57,1                | 1          | 18:33       |
| Nils Lundkvist   | 0   | 0      | 0     | –1  | 0                 | 0     | 0                   | 0          | 14:57       |
| Mason Marchment  | 0   | 0      | 0     | 0   | 2                 | 1     | 0                   | 4          | 18:03       |
| Källa:           |     |        |       |     |                   |       |                     |            |             |

##### Målvakt
| Spelare        | Skott mot sig | Räddningar | Insläppta mål | Räddningsprocent | Utvisningsminuter | Tid på isen |
| -------------- | ------------- | ---------- | ------------- | ---------------- | ----------------- | ----------- |
| Jake Oettinger | 28            | 22         | 6             | 0,786            | 0                 | 60:00       |
| Källa:         |               |            |               |                  |                   |             |

#### Florida Panthers

##### Utespelare
| Spelare               | Mål | Assist | Poäng | +/− | Utvisningsminuter | Skott | Vunna tekningar (%) | Tacklingar | Tid på isen |
| --------------------- | --- | ------ | ----- | --- | ----------------- | ----- | ------------------- | ---------- | ----------- |
| Aleksandr Barkov, Jr. | 1   | 3      | 4     | +3  | 0                 | 2     | 72,7                | 0          | 17:31       |
| Sam Reinhart          | 2   | 1      | 3     | +3  | 0                 | 4     | 60                  | 0          | 17:36       |
| Aaron Ekblad          | 0   | 3      | 3     | +2  | 0                 | 0     | 0                   | 1          | 20:07       |
| Evan Rodrigues        | 1   | 1      | 2     | +2  | 0                 | 2     | 0                   | 2          | 13:33       |
| Anton Lundell         | 1   | 0      | 1     | –1  | 0                 | 2     | 42,1                | 3          | 17:04       |
| Mackie Samoskevich    | 1   | 0      | 1     | +1  | 2                 | 1     | 0                   | 0          | 08:37       |
| Sam Bennett           | 0   | 1      | 1     | –2  | 0                 | 0     | 42,9                | 0          | 16:37       |
| Gustav Forsling       | 0   | 1      | 1     | +2  | 0                 | 1     | 0                   | 0          | 22:03       |
| A.J. Greer            | 0   | 1      | 1     | +1  | 0                 | 0     | 100                 | 3          | 08:02       |
| Niko Mikkola          | 0   | 1      | 1     | –3  | 4                 | 2     | 0                   | 1          | 20:50       |
| Uvis Balinskis        | 0   | 0      | 0     | +1  | 0                 | 0     | 0                   | 0          | 16:51       |
| Jesper Boqvist        | 0   | 0      | 0     | –1  | 0                 | 1     | 0                   | 3          | 12:34       |
| Dmitrij Kulikov       | 0   | 0      | 0     | –1  | 0                 | 3     | 0                   | 0          | 19:56       |
| Eetu Luostarinen      | 0   | 0      | 0     | –1  | 0                 | 2     | 0                   | 0          | 15:17       |
| Tomáš Nosek           | 0   | 0      | 0     | +1  | 0                 | 1     | 55,6                | 1          | 11:00       |
| Nate Schmidt          | 0   | 0      | 0     | +1  | 0                 | 0     | 0                   | 1          | 15:32       |
| Matthew Tkachuk       | 0   | 0      | 0     | –2  | 2                 | 0     | 0                   | 1          | 17:50       |
| Carter Verhaeghe      | 0   | 0      | 0     | –2  | 0                 | 4     | 100                 | 2          | 18:22       |
| Källa:                |     |        |       |     |                   |       |                     |            |             |

##### Målvakt
| Spelare           | Skott mot sig | Räddningar | Insläppta mål | Räddningsprocent | Utvisningsminuter | Tid på isen |
| ----------------- | ------------- | ---------- | ------------- | ---------------- | ----------------- | ----------- |
| Sergej Bobrovskij | 36            | 32         | 4             | 0,889            | 0                 | 60:60       |
| Källa:            |               |            |               |                  |                   |             |

## Florida Panthers vs Dallas Stars (2 november)

### Laguppställningarna
| Vänsterforwards  | Centrar                   | Högerforwards       |
| ---------------- | ------------------------- | ------------------- |
| Evan Rodrigues   | Aleksandr Barkov, Jr. (C) | Sam Reinhart        |
| Carter Verhaeghe | Sam Bennett               | Matthew Tkachuk (A) |
| Eetu Luostarinen | Anton Lundell             | Jesper Boqvist      |
| A.J. Greer       | Tomáš Nosek               | Mackie Samoskevich  |
| Backar           |                           | Backar              |
| Gustav Forsling  |                           | Aaron Ekblad (A)    |
| Niko Mikkola     |                           | Dmitrij Kulikov     |
| Nate Schmidt     |                           | Uvis Balinskis      |
|                  | Målvakter                 |                     |
|                  | Spencer Knight            |                     |
|                  | Sergej Bobrovskij         |                     |
|                  | Tränare                   |                     |
|                  | Paul Maurice              |                     |

| Vänsterforwards | Centrar         | Högerforwards    |
| --------------- | --------------- | ---------------- |
| Jamie Benn (C)  | Roope Hintz (A) | Logan Stankoven  |
| Mason Marchment | Matt Duchene    | Mavrik Bourque   |
| Jason Robertson | Wyatt Johnston  | Jevgenij Dadonov |
| Oskar Bäck      | Sam Steel       | Colin Blackwell  |
| Backar          |                 | Backar           |
| Thomas Harley   |                 | Miro Heiskanen   |
| Esa Lindell (A) |                 | Ilja Ljubusjkin  |
| Brendan Smith   |                 | Matt Dumba       |
|                 | Målvakter       |                  |
|                 | Casey DeSmith   |                  |
|                 | Jake Oettinger  |                  |
|                 | Tränare         |                  |
|                 | Peter DeBoer    |                  |

### Resultatet
| 0174 | 2 november 2024 | Florida Panthers | 4 – 2   | Dallas Stars | Nokia Arena | |
|      |                 | Första perioden: Evan Rodrigues (14:45) Assists: Mikkola, Reinhart Andra perioden: Matthew Tkachuk (PP) (08:47) Assists: Balinskis, Barkov Jr. Tredje perioden: A.J. Greer (02:32) Assist: Nosek Sam Reinhart (19:00) Assist: Luostarinen | Rapport | Första perioden: — Andra perioden: (11:22) (PP) Jevgenij Dadonov Assists: Johnston, Duchene (11:56) Matt Duchene Assists: Heiskanen, Harley Tredje perioden: — | Tammerfors, Finland Publik: 12 807 Domare: Garrett Rank & Graham Skilliter Linjedomare: Trent Knorr & Kiel Murchison | Tammerfors, Finland Publik: 12 807 Domare: Garrett Rank & Graham Skilliter Linjedomare: Trent Knorr & Kiel Murchison |
|      |                 | |         | | Tammerfors, Finland Publik: 12 807 Domare: Garrett Rank & Graham Skilliter Linjedomare: Trent Knorr & Kiel Murchison | Tammerfors, Finland Publik: 12 807 Domare: Garrett Rank & Graham Skilliter Linjedomare: Trent Knorr & Kiel Murchison |
|      |                 | |         | | Tammerfors, Finland Publik: 12 807 Domare: Garrett Rank & Graham Skilliter Linjedomare: Trent Knorr & Kiel Murchison | Tammerfors, Finland Publik: 12 807 Domare: Garrett Rank & Graham Skilliter Linjedomare: Trent Knorr & Kiel Murchison |

|                     | Florida Panthers | Dallas Stars |
| ------------------- | ---------------- | ------------ |
| Powerplay           | 1/4              | 1/4          |
| Tacklingar          | 22               | 26           |
| Vunna tekningar (%) | 46,3             | 53,7         |
| Blockerade skott    | 16               | 6            |
| Utvisningsminuter   | 15               | 15           |

| Period | Florida Panthers | Dallas Stars |
| ------ | ---------------- | ------------ |
| Första | 7                | 9            |
| Andra  | 6                | 9            |
| Tredje | 12               | 7            |
| Totalt | 25               | 25           |

#### Utvisningar
| Spelare               | Utvisning       | Utvisningsminuter | Tid             |
| Första perioden       | Första perioden | Första perioden   | Första perioden |
| --------------------- | --------------- | ----------------- | --------------- |
| Aaron Ekblad          | Slashing        | 2:00              | 08:41           |
| Nate Schmidt          | Fighting        | 5:00              | 15:46           |
| Sam Bennett           | Roughing        | 2:00              | 15:46           |
| Andra perioden        |                 |                   |                 |
| Aaron Ekblad          | Holding         | 2:00              | 00:38           |
| Aleksandr Barkov, Jr. | Hooking         | 2:00              | 10:34           |
| Matthew Tkachuk       | Roughing        | 2:00              | 15:54           |
| Tredje perioden       |                 |                   |                 |
| Källa:                |                 |                   |                 |

| Spelare         | Utvisning       | Utvisningsminuter | Tid             |
| Första perioden | Första perioden | Första perioden   | Första perioden |
| --------------- | --------------- | ----------------- | --------------- |
| Mason Marchment | Fighting        | 5:00              | 15:46           |
| Mason Marchment | Boarding        | 2:00              | 15:46           |
| Matt Dumba      | Roughing        | 2:00              | 15:46           |
| Andra perioden  |                 |                   |                 |
| Esa Lindell     | Hooking         | 2:00              | 08:12           |
| Jason Robertson | Hooking         | 2:00              | 14:26           |
| Tredje perioden |                 |                   |                 |
| Mason Marchment | Hooking         | 2:00              | 04:21           |
|                 |                 |                   |                 |

### Statistik

#### Florida Panthers

##### Utespelare
| Spelare               | Mål | Assist | Poäng | +/− | Utvisningsminuter | Skott | Vunna tekningar (%) | Tacklingar | Tid på isen |
| --------------------- | --- | ------ | ----- | --- | ----------------- | ----- | ------------------- | ---------- | ----------- |
| Sam Reinhart          | 1   | 1      | 2     | +2  | 0                 | 4     | 16,7                | 1          | 21:29       |
| A.J. Greer            | 1   | 0      | 1     | +1  | 0                 | 1     | 0                   | 3          | 10:26       |
| Evan Rodrigues        | 1   | 0      | 1     | +1  | 0                 | 2     | 100                 | 2          | 14:27       |
| Matthew Tkachuk       | 1   | 0      | 1     | –1  | 2                 | 4     | 0                   | 3          | 17:25       |
| Uvis Balinskis        | 0   | 1      | 1     | 0   | 0                 | 0     | 0                   | 1          | 18:28       |
| Aleksandr Barkov, Jr. | 0   | 1      | 1     | +2  | 2                 | 0     | 54,5                | 2          | 20:13       |
| Eetu Luostarinen      | 0   | 1      | 1     | +1  | 0                 | 0     | 0                   | 2          | 13:39       |
| Niko Mikkola          | 0   | 1      | 1     | +3  | 0                 | 1     | 0                   | 1          | 21:48       |
| Tomáš Nosek           | 0   | 1      | 1     | +1  | 0                 | 0     | 40,0                | 1          | 11:35       |
| Sam Bennett           | 0   | 0      | 0     | –1  | 2                 | 4     | 66,7                | 0          | 12:34       |
| Jesper Boqvist        | 0   | 0      | 0     | 0   | 0                 | 1     | 0                   | 4          | 10:54       |
| Aaron Ekblad          | 0   | 0      | 0     | –1  | 4                 | 1     | 0                   | 1          | 18:55       |
| Dmitrij Kulikov       | 0   | 0      | 0     | +3  | 0                 | 1     | 0                   | 1          | 22:23       |
| Anton Lundell         | 0   | 0      | 0     | 0   | 0                 | 1     | 41,7                | 0          | 17:46       |
| Mackie Samoskevich    | 0   | 0      | 0     | +1  | 0                 | 0     | 0                   | 0          | 09:50       |
| Nate Schmidt          | 0   | 0      | 0     | 0   | 5                 | 0     | 0                   | 1          | 13:36       |
| Carter Verhaeghe      | 0   | 0      | 0     | –1  | 0                 | 3     | 0                   | 0          | 17:21       |
| Källa:                |     |        |       |     |                   |       |                     |            |             |

##### Målvakt
| Spelare        | Skott mot sig | Räddningar | Insläppta mål | Räddningsprocent | Utvisningsminuter | Tid på isen |
| -------------- | ------------- | ---------- | ------------- | ---------------- | ----------------- | ----------- |
| Spencer Knight | 25            | 23         | 2             | 0,920            | 0                 | 59:34       |
| Källa:         |               |            |               |                  |                   |             |

#### Dallas Stars

##### Utespelare
| Spelare          | Mål | Assist | Poäng | +/− | Utvisningsminuter | Skott | Vunna tekningar (%) | Tacklingar | Tid på isen |
| ---------------- | --- | ------ | ----- | --- | ----------------- | ----- | ------------------- | ---------- | ----------- |
| Matt Duchene     | 1   | 1      | 2     | –1  | 0                 | 2     | 76,9                | 0          | 15:14       |
| Jevgenij Dadonov | 1   | 0      | 1     | 0   | 0                 | 2     | 0                   | 0          | 16:31       |
| Thomas Harley    | 0   | 1      | 1     | 0   | 0                 | 1     | 0                   | 1          | 24:20       |
| Miro Heiskanen   | 0   | 1      | 1     | 0   | 0                 | 2     | 0                   | 2          | 25:32       |
| Wyatt Johnston   | 0   | 1      | 1     | 0   | 0                 | 2     | 46,2                | 1          | 19:48       |
| Jamie Benn       | 0   | 0      | 0     | –1  | 0                 | 3     | 25,0                | 4          | 16:47       |
| Colin Blackwell  | 0   | 0      | 0     | –1  | 0                 | 1     | 30,0                | 3          | 11:19       |
| Mavrik Bourque   | 0   | 0      | 0     | 0   | 0                 | 0     | 100                 | 1          | 09:57       |
| Oskar Bäck       | 0   | 0      | 0     | –1  | 0                 | 1     | 50,0                | 0          | 09:29       |
| Matt Dumba       | 0   | 0      | 0     | 0   | 2                 | 2     | 0                   | 1          | 16:05       |
| Roope Hintz      | 0   | 0      | 0     | –1  | 0                 | 1     | 50,0                | 1          | 17:25       |
| Esa Lindell      | 0   | 0      | 0     | –2  | 2                 | 2     | 0                   | 0          | 20:44       |
| Ilja Ljubusjkin  | 0   | 0      | –2    | 0   | 0                 | 0     | 0                   | 1          | 15:10       |
| Mason Marchment  | 0   | 0      | 0     | 0   | 9                 | 0     | 0                   | 2          | 12:40       |
| Jason Robertson  | 0   | 0      | 0     | 0   | 2                 | 1     | 0                   | 4          | 19:30       |
| Brendan Smith    | 0   | 0      | 0     | 0   | 0                 | 0     | 0                   | 2          | 12:45       |
| Logan Stankoven  | 0   | 0      | 0     | –1  | 0                 | 5     | 66,7                | 1          | 17:38       |
| Sam Steel        | 0   | 0      | 0     | –1  | 0                 | 0     | 66,7                | 1          | 12:39       |
| Källa:           |     |        |       |     |                   |       |                     |            |             |

##### Målvakt
| Spelare       | Skott mot sig | Räddningar | Insläppta mål | Räddningsprocent | Utvisningsminuter | Tid på isen |
| ------------- | ------------- | ---------- | ------------- | ---------------- | ----------------- | ----------- |
| Casey DeSmith | 24            | 21         | 3             | 0,875            | 0                 | 59:19       |
| Källa:        |               |            |               |                  |                   |             |